# Mem et Zin

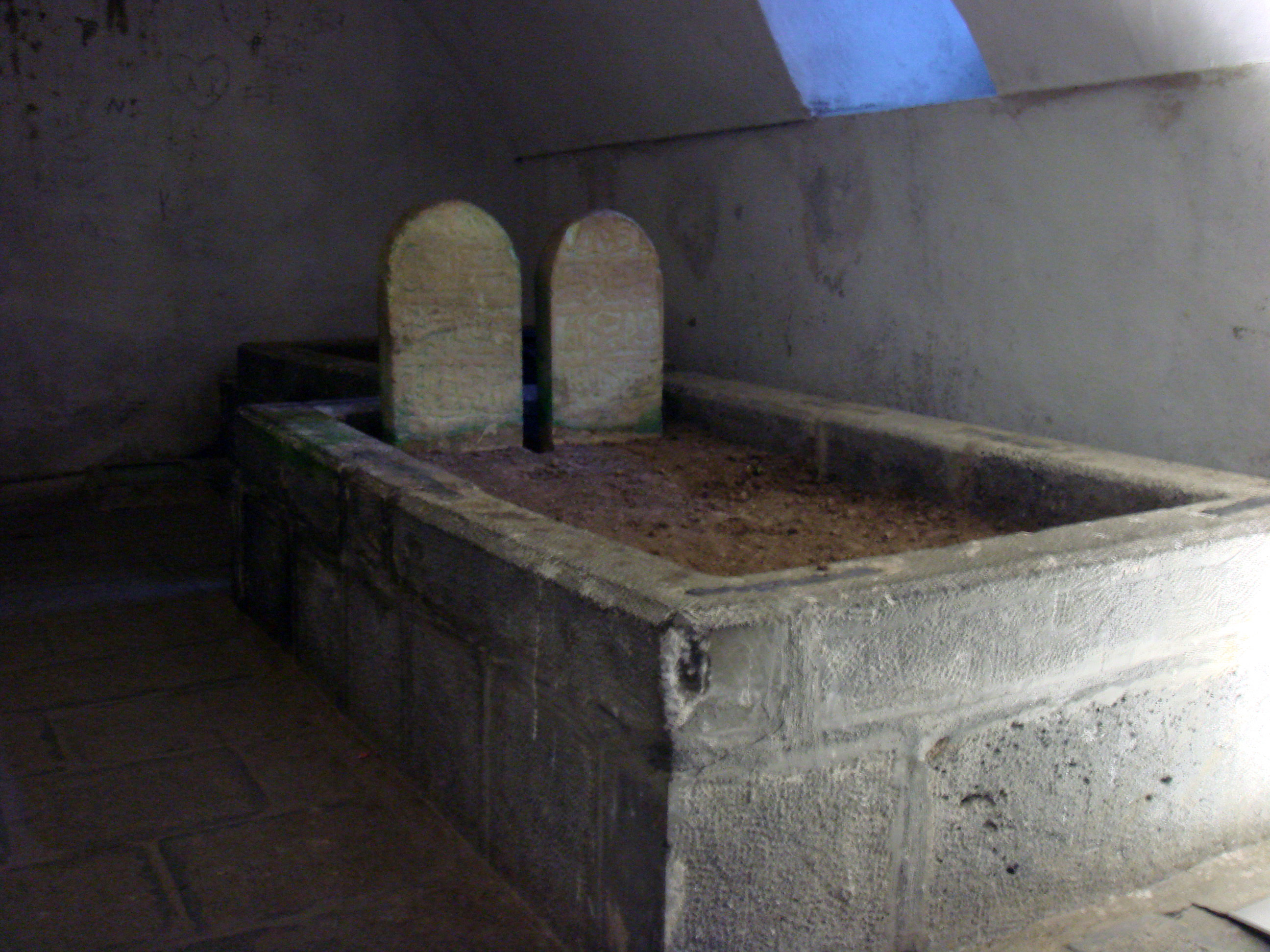
Tombe de Mem et Zin à Cizre

Mem et zin (Mem û Zîn ou Memozîn) est un long poème épique kurde, rédigé par l'écrivain et poète kurde Ehmedê Xanî (1650-1707) en 1692. L'œuvre relate l'histoire d'un amour impossible entre deux jeunes Kurdes appartenant à des tribus rivales. Derrière le récit, le poète développe un plaidoyer en faveur de l'indépendance du Kurdistan. Le poème est considéré comme l'épopée nationale kurde et comme l'un des textes fondateurs de la littérature kurde.

## Genèse de l'œuvre
L'auteur est Ehmedê Xanî (1650-1707), un érudit originaire de la principauté de Hakkari, qui s'est installé plus au nord, dans la province de Beyazid, au pied du mont Ararat. Préoccupé par les problèmes de l'instruction de la jeunesse kurde, qui se déroule dans des langues qu'elle ne comprend pas forcément, il se met à écrire en kurde, s'efforçant d'en faire une langue à la fois littéraire et scientifique. Les langues qui dominent au Kurdistan sont alors l'arabe et le persan,.  
Le poète semble s'être inspiré du répertoire des poètes persans, notamment de la romance de Leyla et Medjnûn par Nezâmî de Gandja (v. 1140 – id. v. 1209). Mais en ce qui concerne le contenu et les motifs de l'œuvre, la source principale d'Ehmedê Xanî est probablement la légende de Memê Alan, extrêmement populaire au Kurdistan. Plusieurs versions de cette légende ont circulé à travers le Kurdistan, car les princes et les chefs tribaux kurdes ont alors leur poète ou barde attitré (stranbêj ou dengbêj), capables de mémoriser un nombre impressionnant d’œuvres, des chants amoureux (delal) aux épopées héroïques. Les premières versions de la légende datent peut-être du XVe ou du XVIe siècle.

## Structure et contenu
Le poème est composé de plus de 2 650 distiques,.
Ce récit est conté et chanté depuis plusieurs siècles par le peuple kurde. L'histoire est comparable à la tragédie Roméo et Juliette : un jeune homme, Mem, et une jeune femme, Zin, tombent amoureux durant la fête de Newroz (le nouvel an kurde). Or ils sont issus de deux tribus rivales : les Alans et les Botans. Leur amour impossible mènera à leur mort.

## Interprétation
Si la trame est constituée au premier plan par l'histoire d'amour impossible entre Mem et la princesse Zîn, derrière leur aventure se profile un puissant plaidoyer pour l'indépendance kurde,.
La triste romance des deux héros est chargée d’un symbolisme national et les professions de foi patriotiques y sont nombreuses. Le poète devance son époque en réagissant contre l'expansionnisme grandissant des empires ottoman et séfévide, en proclamant la personnalité des Kurdes, et leur droit à l’indépendance et à l’émancipation. Déplorant le manque d'unité et les rivalités entre les princes et les tribus, il appelle de tous ses vœux à l’unité des Kurdes sous un même gouvernement et sous un souverain unificateur.

## Archéologie
Depuis le XVe siècle, leurs corps reposent ensemble dans leur tombe à Cizre sur laquelle de nombreux visiteurs vont se recueillir.

## Éditions
- Kadri Yıldırım (éd., commentaires et trad.), Mem û Zîn, [édition bilingue kurde et turque], Istanbul, Avesta, 2010, 424 p.  (ISBN 978-605-5585-38-9)

### Traduction française
- Mem et Zin, Sandrine Alexie et Akif Hasan (trad.), Paris, L'Harmattan, 2002, 336 p.  (ISBN 2-7475-1609-1)

## Au cinéma
En 1991, une adaptation cinématographique de l'épopée est tournée en Turquie par Ümit Elçi. Il s'agit du premier film kurde tourné en Turquie après l'abrogation de l'interdiction de la langue kurde. Parmi les acteurs, on remarque la présence de l'écrivain Musa Anter.